# Gracepoint
Gracepoint ist eine US-amerikanische Fernsehserie mit David Tennant und Anna Gunn in den Hauptrollen, die am 2. Oktober 2014 Premiere beim Sender FOX hatte. Die Serie ist eine Adaption der erfolgreichen britischen Serie Broadchurch und wurde, wie diese, von Chris Chibnall erdacht. David Tennant ist wie im Original als Hauptdarsteller zu sehen. Obwohl die Serie ursprünglich ebenso wie Broadchurch auf mehrere Staffeln ausgelegt war, wurde sie noch während der Ausstrahlung wegen schwacher Einschaltquoten zur „10-teiligen Miniserie“ umfunktioniert, was jedoch einer Absetzung gleichkam.

## Handlung
In einer kleinen Küstenstadt wird morgens ein zwölfjähriger Junge tot am Strand aufgefunden, nach kurzer Ermittlung wird Mord als Todesursache festgestellt, da der Leichenfundort nicht der Tatort sein kann. Viele mysteriöse kleine Ungereimtheiten machen die Ermittlungen schwierig.

## Figuren und Synchronisation
Die deutschsprachige Synchronisation der Serie entstand bei der Scalamedia GmbH, Berlin, unter Dialogbuch von Christine Roche und Henning Stegelmann. Letzterer übernahm auch die Dialogregie.
- David Tennant als Detective Emmett Carver
- Anna Gunn als Detective Ellie Miller
- Michael Peña als Mark Solano
- Virginia Kull als Beth Solano
- Nick Nolte als Jack Reinhold
- Jacki Weaver als Susan Wright
- Josh Hamilton als Joe Miller
- Kevin Rankin als Paul Coates
- Kevin Zegers als Owen Burke
- Jessica Lucas als Renee Clemons
- Stephen Louis Grush als Vince Novik
- Madalyn Horcher als Chloe Solano
- Sarah-Jane Potts als Gemma Fisher
- Jack Irvine als Tom Miller
- Kendrick Sampson als Dean Iverson